# Tang Qianting
Tang Qianting (唐钱婷S, Táng QiántíngP; Shanghai, 14 marzo 2004) è una nuotatrice cinese, specializzata nello stile rana, vincitrice della medaglia d'argento ai Giochi olimpici di Parigi 2024 nei 100 m rana.

## Carriera
Ha rappresentato la Cina ai Giochi olimpici estivi di Tokyo 2020, dove ha ottenuto il 10º posto nei 100 m rana e il 4º nella staffetta 4x100.
Nel 2024 ha vinto la medaglia d'oro nei 100 m rana e l'argento nei 50 m rana ai mondiali di Doha. Sempre nello stesso anno, ha fatto la sua seconda apparizione olimpica ai Parigi 2024, in cui è salita sul secondo gradino del podio nei 100 m rana. Ai mondiali di Singapore dell'anno successivo conquista l'argento nei 50 metri rana e il bronzo nei 100 metri rana e nella staffetta 4x100 metri misti.

## Palmarès
- Giochi olimpici

Parigi 2024: argento nei 100m rana e nella 4x100m misti mista, bronzo nella 4x100m misti.
- Mondiali

Doha 2024: oro nei 100m rana, argento nei 50m rana.
Singapore 2025: argento nei 50m rana, bronzo nei 100m rana e nella 4x100m misti.
- Mondiali in vasca corta

Abu Dhabi 2021: oro nei 100m rana, bronzo nella 4×100m misti.
Budapest 2024: oro nei 100m rana, argento nei 50m rana, bronzo nella 4x100m misti.
- Giochi asiatici

Hangzhou 2022: oro nei 50m rana.